# إيرو يرفينن
إيرو يرفينن (بالفنلندية: Iiro Järvinen) هو لاعب كرة قدم فنلندي في مركز الوسط، ولد في 3 نوفمبر 1996 في يوفاسكولا في فنلندا. شارك مع منتخب فنلندا تحت 21 سنة لكرة القدم. أما مع النوادي، فقد لعب مع نادي إلفيس.

## وصلات خارجية
- إيرو يرفينن على موقع قاعدة بيانات كرة القدم.إي يو (الإنجليزية)
- إيرو يرفينن على موقع Soccerway.com (الإنجليزية)
- إيرو يرفينن على موقع عالم كرة القدم.نت (الإنجليزية)